# Maksimas Katche

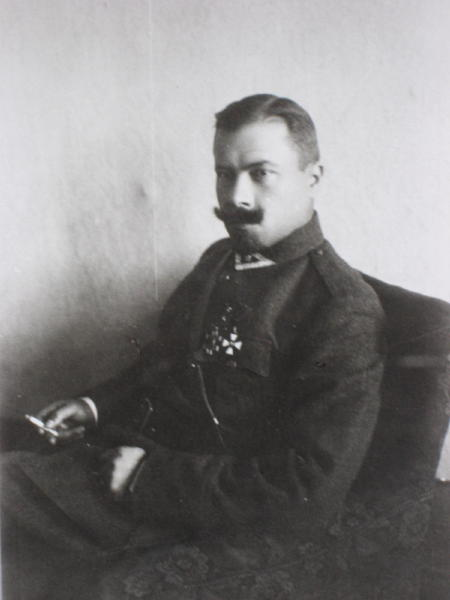
Maksimas Katche (Max Kattchée)

Maksimas Katche (dt. Wilhelm Johannes Arwed Max Kattchée oder Kattchee, russisch Макс Арведович Катхе Maks ARwedowitsch Katche, * 24. Oktoberjul. / 5. November 1879greg. in Jonischken, Kreis  Schaulen,  Gouvernement Kowno, Russisches Kaiserreich; † 10. Juni 1933 in Birsen, Litauen) war Kaiserlich-russischer Oberst, St. Georgsritter, litauischer Generalleutnant und Teilnehmer an den litauischen Unabhängigkeitskämpfen.

## Leben

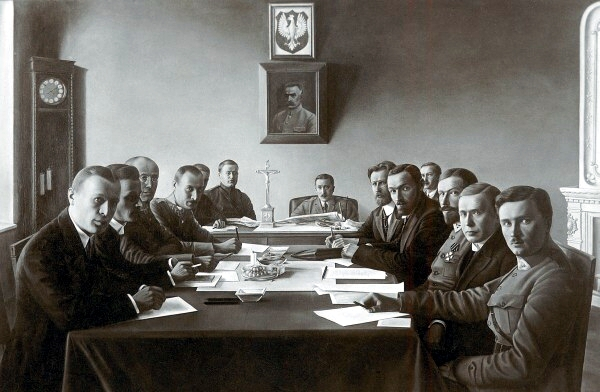
Vertrag von Suwałki. Links polnische, rechts litauische Delegation

Katche entstammte einer deutsch-baltischen Familie, die im nördlichen Litauen ansässig geworden war. Er besuchte die Wladimirsche Offiziersschule zu St. Petersburg und wurde 1899 Leutnant der Russischen Armee. Von 1904 bis 1905 Teilnahme am Russisch-Japanischen Krieg. Von 1908 bis 1911 diente er an der Kriegsschule Vilnius. Während des Ersten Weltkriegs nahm er von 1914 bis 1917 an den Kämpfen gegen die Deutschen auf litauischem Gebiet teil. Er wurde am 28. Julijul. / 10. August 1907greg. mit dem St. Georgskreuz 4. Kl. des Russischen Ordens des Heiligen Georg ausgezeichnet und war zuletzt Regimentskommandeur und Oberst.
1918 kehrte er nach Litauen zurück, trat am 16. April 1919 in die Litauische Armee ein und begann seine Tätigkeit als Instrukteur im Sonderbataillon von Ponewesch (Panevėžys). Als Brigadekommandeur kämpfte er erfolgreich gegen die Bolschewiki, sodass Ponewesch und andere Ortschaften im Nordosten Litauens eingenommen werden konnten. In den Kämpfen gegen das Freikorps der  Bermondter, dessen Operationen von Lettland aus nach Litauen übergriffen, war er Divisionskommandeur und gehörte zu den 8 Angehörigen der Litauischen Armee, denen der lettische Kriegsorden von Lačplēsis verliehen wurde. Im Krieg gegen die Polen war Katche militärischer Vertreter und Vorsitzender der litauischen Delegation bei den Friedensverhandlungen in Suwałki und unterzeichnete den Vertrag von Suwałki am 7. Oktober 1920. 1921 organisierte er die Offiziersausbildung, deren erster Chef er war. Er erreichte den Rang eines Generalleutnants, wurde Chef des Generalstabs und mit dem Vytis-Kreuz 5. und 4. Kl. ausgezeichnet. Am 7. Oktober 1922 trat er aus gesundheitlichen Gründen in den Ruhestand.